# Tapio Kantanen
Paavo Tapio « Tapsa » Kantanen , né le 31 mai 1949 à Heinola, est un athlète finlandais spécialiste du 3 000 mètres steeple. Il est l'un des successeurs des finlandais volants. Licencié au Viipurin Urheilijat, Tapio mesure 1,84 m pour 73 kg.

## Carrière

### Palmarès
| Date | Compétition                    | Lieu     | Résultat | Performance   |
| ---- | ------------------------------ | -------- | -------- | ------------- |
| 1972 | Jeux olympiques d'été          | Munich   | 3e       | 8 min 24 s 8  |
| 1973 | Championnats du monde de cross | Waregem  | 4e       | 36 min 05 s   |
| 1976 | Jeux olympiques d'été          | Montréal | 4e       | 8 min 12 s 60 |

### Records
| Épreuve              | Performance   | Lieu     | Date |
| -------------------- | ------------- | -------- | ---- |
| 3 000 mètres steeple | 8 min 12 s 60 | Montréal | 1976 |
| 5 000 mètres         | 13 min 34 s 2 |          | 1976 |